# Рупя
Рупя (рум. Rupea, венг. Kőhalom) — город в Румынии в составе жудеца Брашов.

## История
Король Геза II поселил здесь немецких поселенцев, создавших поселение под названием «Kozd», но оно было уничтожено во время монгольского нашествия. После ухода монголов поселение было восстановлено, но уже под названием «Kőhalom».
В 1324 году был возведён замок под названием «Kuholm».
В 1704 году куруцы захватили замок, который не оказал сопротивления.
30 июля 1849 года во время венгерской революции здесь состоялось сражение между повстанческими войсками Йожефа Добая и русскими войсками под командованием генерала Дика.

## Достопримечательности
- Крепость Рупя — мощная средневековая каменная крепость.

## Известные уроженцы
- Дьюла Ласло (1910—1998) — археолог и художник
- Вильгельм Георг Бергер (1929—1993) — композитор